# Otávio (futebolista, 2002)
Otávio Ataide da Silva (São Paulo, 21 de abril de 2002), mais conhecido apenas como Otávio, é um futebolista brasileiro que atua como zagueiro. Atualmente joga no Paris FC.

## Carreira

### Início
Nascido em Itaim Paulista, um distrito da cidade de São Paulo, Otavio iniciou sua trajetória no futebol jogando na várzea de sua cidade natal com seis anos. Aos 11, jogou futsal pelo clube Mogi e após um ano chegou no São Caetano, onde disputou o Paulista Sub-12. Começou sua carreira como lateral-esquerdo, mas no Azulão chegou como volante e foi transformado em atacante pelo treinador. Só após sair do São Caetano efetivou-se como zagueiro.

### Flamengo
Passando por diversos clubes neste período, atuou em uma peneira pela escolinha em que atuava perto de sua casa em 2016 e acabou sendo notado por um olheiro do Flamengo, que o convidou para um teste no clube. No rubro-negro, ficou por um ano e meio, tendo uma breve passagem pelo Internacional em 2017 e voltando ao Flamengo ainda no fim do mesmo ano.
Em junho de 2018 assinou seu primeiro contrato profissional com o Flamengo até junho de 2021 e foi um dos 16 promovidos à categoria Sub-17 do clube emergencialmente para o segundo jogo da final da Copa do Brasil Sub-17 por causa de um surto de caxumba no elenco, partida que o Flamengo sagrou-se campeão da competição ao vencer o arquirrival Fluminense. Além deste título, Otávio ganhou outros três no ano. Em 2019, faturou o Brasileiro Sub-17 e mais cinco pela categoria Sub-20.
Foi relacionado pela primeira vez ao profissional juntamente com outros 17 jogadores da base para compor o elenco do clube na partida contra o Palmeiras pela 12ª rodada do Campeonato Brasileiro devido ao surto de COVID-19 que sofreu o time nas vésperas da partida. E fez sua estreia profissional nessa mesma partida, empate por 1–1, onde teve atuação elogiada.
Apesar de ter disputado uma partida pelo profissional, atuou na maioria da temporada de 2020 no Sub-20, onde era titular. Chegou a ser integrado ao time que disputaria o Carioca em 2021, mas não atuou em nenhuma partida.
Em 7 de abril, foi anunciada a renovação de seu contrato até o dezembro de 2023, com multa rescisória para o exterior de 70 milhões de euros (470 milhões de reais).

### Sampaio Corrêa
Após disputar a Copa São Paulo pelo rubro-negro, em 18 de fevereiro foi anunciado seu empréstimo ao Sampaio Corrêa até o final da Campeonato Brasileiro Série B de 2022. Contudo, disputou apenas uma partida e não conseguiu espaço no time comandado por Léo Condé e em 22 de julho, antes do fim do empréstimo, o clube maranhense anunciou seu retorno ao Flamengo antes do fim do empréstimo.

### Famalicão
Sem espaço no time principal do Flamengo e atuando pelo Sub-20, em 31 de janeiro de 2023 foi anunciado como novo reforço do português Famalicão por empréstimo de um ano com opção de compra, especulado em 500 mil euros (2,7 milhões de reais). Também recebeu uma oferta do clube estadunidense Inter Miami, contudo preferiu o clube lusitano.
Sua fácil adaptação e boas atuações no sub-23 fizeram-no ascender ao time principal rapidamente, tendo feito sua estreia em 3 de abril na derrota para o Arouca por 1–0 na 26ª rodada da Primeira Liga e totalizando 11 partidas na temporada 2022–23. Com isso, em 16 de junho de 2023 o clube português anunciou que havia exercido a cláusula de compra e Otávio assinou por cinco temporadas. Marcou seu primeiro gol pelos Minhotos em 22 de setembro, fazendo o único gol da vitória sobre o Arouca na 6ª rodada Primeira Liga.
Ao todo, disputou 19 partidas e fez dois gols na temporada, totalizando 30 partidas.

### Porto
Especulado como principal alvo do Porto alguns dias antes, em 31 de janeiro, no meio da temporada 2023–24, Otavio foi anunciado como novo reforço do Dragão e assinou contrato até 2028. Os valores da negociação foram especulados em torno de 12 milhões de euros (80 milhões de reais).
Otávio fez sua estreia pelos dragões em 17 de fevereiro, na vitória por 2–0 sobre a Estrela Amadora na 22ª rodada da Primeira Liga.

### Paris FC
Em 23 de julho de 2025, o Paris FC, equipe recém-promovida à Ligue 1, anunciou a contratação de Otávio. O clube francês desembolsou cerca 17 milhões de euros (R$ 110 milhões) fixos mais três milhões de euros (R$ 20 milhões) pelo jogador, que assinou um contrato válido por cinco anos.

## Títulos

### Flamengo

#### Base
- Campeonato Brasileiro Sub-17: 2018
- Copa do Brasil Sub–17: 2018
- Supercopa do Brasil Sub-20: 2019
- Campeonato Brasileiro Sub-20: 2019
- Campeonato Carioca Sub-20: 2019
- Torneio Otávio Pinto Guimarães: 2019

#### Profissional
- Campeonato Brasileiro: 2020
- Campeonato Carioca: 2021

### Porto
- Taça de Portugal: 2023–24
- Supertaça Cândido de Oliveira: 2024